# Naissance en 1416
Naissance
- 1412
- 1413
- 1414
- 1415
- 1416
- 1417
- 1418
- 1419
- 1420

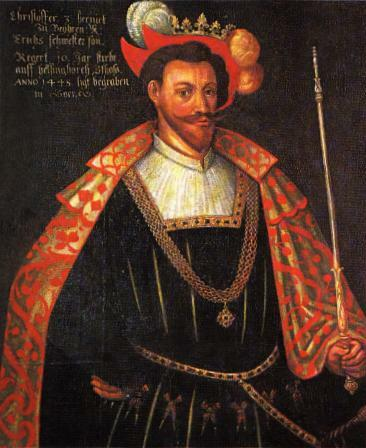
Christophe de Bavière, né en 1416.

Cette page dresse une liste de personnalités nées au cours de l'année 1416 :
- 26 février : Christophe de Bavière, roi de Danemark sous le nom de Christophe III, de Suède et de Norvège ;
- 3 mars : Sigismond de Saxe, évêque de Wurzbourg ;
- 24 mars : Antonio Squarcialupi, organiste et compositeur italien ;
- 27 mars : François de Paule, religieux ermite italien, fondateur de l'ordre des Minimes ;
- 25 mai : Jacques de Lichtenberg, noble alsacien ;
- 26 octobre: Edmond Grey, 1er comte de Kent ;

- Al-Mutawakkil II, calife abbasside au Caire ;
- Domenico de Dominici, évêque et théologien italien ;
- Gérard de Juliers-Berg, comte de Ravensberg ;
- Pierre Ier de Médicis, duc de Florence et gonfalonier de justice ;
- Thongwa Dönden, 6e Karmapa ;
- Benedikt Kotruljević, marchand, économiste, chercheur, diplomate et humaniste de la république de Raguse ;
- Nijō Mochimichi, noble de cour japonais kugyō) de l'époque de Muromachi ;
- Kim Dam, homme politique, astronome et scientifique coréen († 1464).

Date incertaine (vers 1416)
- Mara Branković, princesse serbe, épouse du sultan Mourad II.

## Crédit d'auteurs
- Cet article est partiellement ou en totalité issu de l'article intitulé « 1416 » (voir la liste des auteurs).